# Liste der Bodendenkmäler im Laufamholzer Forst
Auf dieser Seite sind die Bodendenkmäler in dem mittelfränkischen gemeindefreien Gebiet Laufamholzer Forst zusammengestellt. Diese Tabelle ist eine Teilliste der Liste der Bodendenkmäler in Bayern. Grundlage ist die Bayerische Denkmalliste, die auf Basis des Bayerischen Denkmalschutzgesetzes vom 1. Oktober 1973 erstmals erstellt wurde und seither durch das Bayerische Landesamt für Denkmalpflege geführt wird. Die folgenden Angaben ersetzen nicht die rechtsverbindliche Auskunft der Denkmalschutzbehörde.
Mit dem Stand vom 3. Juli 2018 sind drei Bodendenkmäler vom gemeindefreien Gebiet Laufamholzer Forst in der Bayerischen Denkmalliste eingetragen.

## Liste der Bodendenkmäler
| Lage                                                | Objekt                                                                         | Akten-Nr.     | Bild           |
| --------------------------------------------------- | ------------------------------------------------------------------------------ | ------------- | -------------- |
| Laufamholzer Forst (Standort)                       | Wall-Graben-Anlage des späten Mittelalters und der frühen Neuzeit              | D-5-6533-0085 |                |
| Laufamholzer Forst (Standort)                       | Freilandstation des Mesolithikums und Siedlung vorgeschichtlicher Zeitstellung | D-5-6533-0125 | weitere Bilder |
| Laufamholzer Forst, Zerzabelshofer Forst (Standort) | Siedlung der Bronzezeit                                                        | D-5-6533-0132 |                |